# Mister Pleasant
«Mister Pleasant» es una canción de la banda británica de rock The Kinks lanzada en 1967 y compuesta por el líder del grupo Ray Davies. Se lanzó como sencillo en los Estados Unidos y Europa, a excepción del Reino Unido. Se lanzó allí seis meses después como cara B de "Autumn Almanac". La canción aparece como pista adicional de la versión en CD de  Face to Face.

## Lista de canciones
- Todas las canciones compuestas por Ray Davies

### Cara A
1. «Mister Pleasant»
2. «This is Where I Belong»

### Cara B
1. «Two Sisters»
2. «Village Green»

El EP se editó en CD 2000 como parte del EP Collection vol 2.